# ハタネズミ
ハタネズミ（畑鼠、Alexandromys montebelli）は、茶褐色で尾の短い日本固有種のハタネズミ類である。哺乳綱齧歯目キヌゲネズミ科に分類される。ニホンハタネズミとも呼ぶ。成獣は頭胴長95 - 136mm、尾長29 - 50mm、体重22 - 62gほどである。南部に生息する個体のほうが体が大きめである。背面の毛色は茶色または灰黄赤色で、腹面は灰白色となる。

## 概要
本州、九州、佐渡島、能登島に分布する。造林地や高山のハイマツ帯、河川敷や田畑などの地表から地中約50cmの間に、網目状の巣穴を掘り生活している。イネ科、キク科を中心とする草を食べる。秋になると巣穴に食料を貯える。冬は雪の下に巣穴を掘ることもある。時々大発生し、イネ、サツマイモやニンジンなどの根菜、造林地などの樹木、果樹に大きな被害を及ぼすことがある。捕食者はイタチ、トビ、モズ、ヘビなどである。
夜行性。日没と日の出前の2、3時間に活動することが多い。生まれたての子は無毛で目が閉じている。生後6日ほどで切歯が生え、生後10日ほどで目が開き、巣の周りを動き回るようになる。寿命は約1年で、オスよりメスのほうが長生きである。

## 被害事例
熊本県阿蘇山の内輪山では、ハタネズミが大繁殖して700haのカヤの根を食べて枯らしてしまい、表土が緊縛力を失い山崩れ寸前の事態を引き起こしたことがある。また、1960年代の山形県では、ハタネズミが堤防に穴をあけたことが契機となり小さな川が決壊したことがある。
また、ハタネズミはかつて富士山麓から伊豆半島のササ原や植林地などに生息し、10年周期で大繁殖を繰り返していた。1969年の静岡県の推計では60万匹が存在するとされ、植林地の苗木の被害は年間4億円に達した。対策としてヘリコプターで殺鼠剤が散布されたが、それほど大きな効果はなかった。

## 分類
以前はハタネズミ属Microtusに分類されていた。2005年の分類では本種や大陸産のヨシハタネズミを含む12種がAlexandromys亜属に分類されていたが、2012年に形態や分子系統解析からヨシハタネズミ属Alexandromysに分割する説が提唱された。

### 亜種
佐渡島の個体群を本州産とは別亜種とする説もある。
- Microtus montebelli brevicorpus Tokuda, 1933 アカハタネズミ[11]